# Pfarrkirche Taxenbach

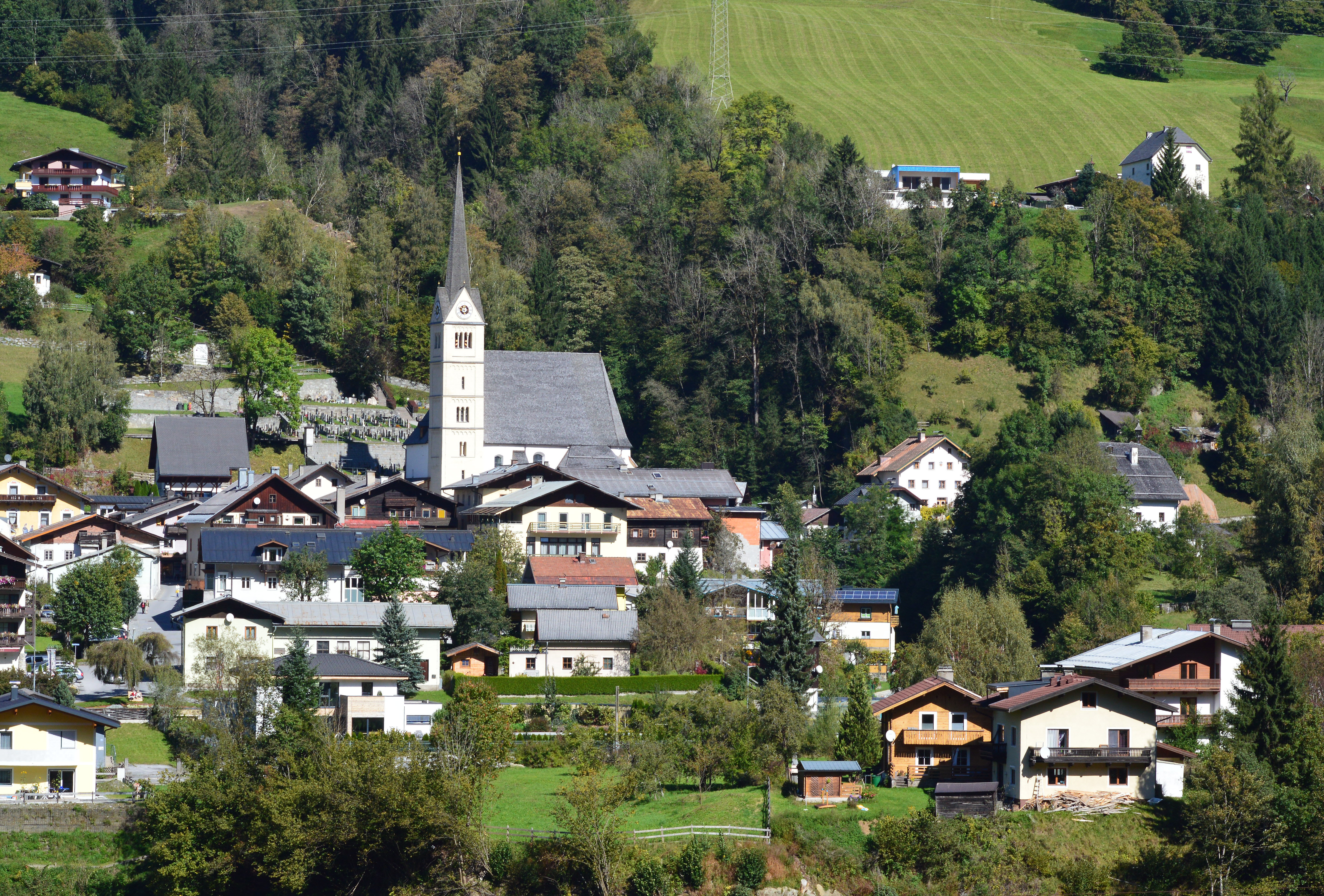
Katholische Pfarrkirche hl. Andreas in Taxenbach

Die römisch-katholische Pfarrkirche Taxenbach steht auf einem steilen Abhang in der Ortsmitte der Marktgemeinde Taxenbach im Bezirk Zell am See im Land Salzburg. Die dem Patrozinium des hl. Andreas unterstellte Pfarrkirche gehört zum Dekanat Taxenbach in der Erzdiözese Salzburg. Die Kirche und der Friedhof stehen unter Denkmalschutz (Listeneintrag).

## Geschichte
Urkundlich besteht seit 1208 eine Pfarre, seit 1792 ist Taxenbach Sitz des Dekanates.
Eine Kirche wurde urkundlich 1217 genannt. Die Kirche wurde 1411 und 1520 geweiht. Nach einem Brand 1622 wurde die Kirche 1640 teils unter dem Architekten und Bildhauer Santino Solari neu erbaut. 1971 war eine Restaurierung.

## Architektur
Die im Kern gotische Kirche wurde in der Mitte des 17. Jahrhunderts neu erbaut, der gotische Turm steht im Südwesten. Die Kirche ist von einem Friedhof umgeben.
Das Kirchenäußere zeigt als Besonderheit, dass das Langhaus und der Chor unter einem steilen Walmdach einen geschlossenen Baukörper bilden, die Westfront beinhaltet ein rundbogiges gekehltes Portal. Der Turm ist rechts in der Südwestecke voll in die Westfront integriert, er ist viergeschoßig und zeigt zwischen den Stockwerken Felder mit einem Rundbogenfries und Gesims, er hat Doppel-Biforenfenster und trägt einen Giebelspitzhelm. Das um sieben Stufen erhöhte Südportal ist rundbogig und abgefast. Der Chor in der Breite des Langhauses ist seitlich an den Ecken abgeschrägt und hat zweifach abgestufte Strebepfeiler und in der Längsachse der Kirche am Chorhaupt einen polygonalen Pfeiler mit einer eingebauten zum Dach führenden Wendeltreppe. Der zweigeschoßige Sakristeianbau südseitig an Langhaus und Chor entstand im Kern um 1400, wurde 1781 erweitert und erhielt Grabtafeln aus dem 18. Jahrhundert, ebendort anschließend befindet sich ein Abgang zur darunterliegenden.
Das Kircheninnere zeigt in der Krypta einen achteckigen Raum mit einem gotischen Rippengewölbe um 1400 auf Runddiensten auf polygonalen Basen, das Gewölbe hat runde figurale Schlusssteine mit der Darstellung Haupt Christi und Evangelisten. Das Langhaus zeigt eine dreischiffige vierjochige Halle unter einem Kreuzgratgewölbe aus 1640 auf sieben Pfeilern mit Sockel und einem profilierten Kapitell und einem weit vorkragenden Gesims, die Nord- und Südwand zeigen eine entsprechende Pilastergliederung. Der breite einjochige Chor hat seitlich Gewölbe mit Stichkappen und mittig ein gegen die Chorwand zu schmäler werdendes Kreuzgratgewölbe. Die bedingt durch den eingestellten Turm im ersten Joch zweijochige Westempore weitet sich im zweiten Joch dreischiffig auf die Langhausbreite, die Empore ruht auf gratigen Gewölben und hat rundbogige abgefaste Öffnungen un 1400 zum Schiff des Langhauses, die Empore im zweiten Joch entstand erst 1948. Das Turmerdgeschoß hat zum Langhaus zwei spitzbogige abgefaste Eingänge und ein Kreuzrippengewölbe auf Konsolen. Im vierten Joch des Langhauses befindet sich in der Südwand die Sakristeitüre und darüber ein Oratoriumfenster, die Sakristei hat im Erdgeschoß ein Sternrippengewölbe auf Konsolen.
Die barocken Deckenmalereien zeigen Mariä Krönung, Vier Evangelisten, Vier Kirchenväter und die hl. Cäcilia und musizierende Engel aus dem 19. Jahrhundert.

## Einrichtung
Der Hochaltar zeigt das Altarbild Kreuztragung des hl. Andreas von Ulrich Hirschalbmer 1685. Der Tabernakel entstand um 1785.
Der linke Seitenaltar zeigt das Altarblatt Maria übergibt dem hl. Dominikus den Rosenkranz aus der zweiten Hälfte des 18. Jahrhunderts und trägt die Figuren der Heiligen Florian und Leonhard aus 1913. Der rechte Seitenaltar mit einem Aufbau aus dem frühen 18. Jahrhundert zeigt das Altarblatt Heilige Sippe aus der ersten Hälfte des 18. Jahrhunderts und trägt die Konsolfiguren der Heiligen Antonius von Padua und Notburga aus dem 19. Jahrhundert.
Die Kanzel mit dem Bild Christus als Guter Hirte ist eine Arbeit des Bildhauers Daniel Mayr 1747.
Eine spätgotische Monstranz mit den Figuren Maria mit Kind und den Heiligen Johannes Evangelist, Rupert und Virgil, und Andreas ist in Verwahrung. Ein Bild Maria vom Guten Rat schuf Johann Michael Kurz 1763.
Die Orgel baute Albert Mauracher 1889. Eine Glocke nennt Franz Gartner 1711.

## Grabdenkmäler
Außen
- Grabtafeln an der Sakristei aus dem 18. Jahrhundert

Innen
- in der Krypta, Grabstein zu Stephan Schneider 15. Jahrhundert und Priestergrabstein 1702.